# Лавринівці
Лаври́нівці (Лаври́новці)
, — село в Україні, у Ленковецькій сільській територіальній громаді Шепетівського району Хмельницької області. Населення становить 291 особа. Підпорядковане Старобейзимській сільській раді.

## Географія
Село розташована на південно-східній Волині, у південній частині Шепетівського району. Має територію 121 га, у тому числі 91,53 га займає забудова та присадибні ділянки. У селі 94 двори.
Є ставок, споруджений на притоці Хомори річці Мухачці, котра розділяє Лавринівці і Старі Бейзими. Зі сходу село мешує з Брикулею.
Вулиці:
- Молодіжна

## Історія
Село вперше згадується 1579 року, коли належало до Сульжинської волості князів Острозьких. Вкінці 16 століття спустошене татарськими набігами.
Наприкінці 19 столітті у селі мешкало 665 осіб, було 92 садиби. Належало до Сульжинської волості Заславського повіту. З 1890 року діяла парафіальна школа. Також були 3 водяні млини і вітряк.
7 (20) листопада 1917 року, відповідно до Третього Універсалу Української Центральної Ради, увійшло до складу Української Народної Республіки.
У серпні 2022 року, під час активної фази російсько-української війни і всупереч закону про декомунізацію сільський голова Ленковецької сільради Юрій Криворчук відмовився перейменувати радянську назву вулиці Жовтневої в Лавринівцях буцімто через те, що на жовтень припадає багато свят (День поштаря, День учителя, День лікаря, День людей похилого віку тощо).

## Пам'ятки
Була дерев'яна Церква Покрови Пресвятої Богородиці (1760 р.)Зруйнована воївничими атеїстами-комсомольцями 7 червня 1938 (розібрабрана до фундаменту,а з дерев'яних деталей був побудований клуб,під час Другої світової війни в гітлерівській окупації слугував стайнею,пережив пожежу,після звільнення села в березні 1944 року від окупантів,був відновленний і до початку 60 років 20 століття слугував,як клуб.В церкві,яку розібрали совєтські атеїсти батюшкою служив Марченко,який разом із донькою вимушенний був залишити село і оселитися в місті Проскурові і влаштуватись службовцем в держустанову.

## Населення
Населення села у 2011 році становило 233 особи, у 2010–239. З них за віковою структурою (2011):
- 29 осіб працездатного віку (у 2010 — 30)
- 21 дитина дошкільного віку (у 2010 — 25)
- 34 дитини шкільного віку (у 2010 — 36)
- 66 осіб пенсійного віку (у 2010 — 66).

Офіційно в селі працюють 28 осіб (2011, 29 у 2010 році), 1 безробітний (2011).
У 2010 році в селі було 172 виборці.

### Відомі жителі
У селі жив і помер визначний  польський поет-романтик і мемуарист Шимон Конопацький (†1884).

## Господарство
У селі зареєстровані сільсьгосподарські підприємства «Мир», агрофірма «Злагода» та ферма «Врожай».